# Джорджтаун (Массачусетс)
Джорджтаун (англ. Georgetown) — місто (англ. town) в США, в окрузі Ессекс штату Массачусетс. Населення — 8470 осіб (2020).

## Демографія
Згідно з переписом 2010 року, у місті мешкали 8183 особи в 2937 домогосподарствах у складі 2290 родин. Було 3044 помешкання
Расовий склад населення:
| - 96,9 % — білих - 0,9 % — азіатів - 0,5 % — чорних або афроамериканців - 0,2 % — корінних американців |

До двох чи більше рас належало 1,2 %. Частка іспаномовних становила 1,7 % від усіх жителів.
За віковим діапазоном населення розподілялося таким чином: 27,0 % — особи молодші 18 років, 61,7 % — особи у віці 18—64 років, 11,3 % — особи у віці 65 років та старші. Медіана віку мешканця становила 41,8 року. На 100 осіб жіночої статі у місті припадало 97,5 чоловіків;  на 100 жінок у віці від 18 років та старших — 93,8 чоловіків також старших 18 років.
Середній дохід на одне домашнє господарство  становив 124 065 доларів США (медіана — 113 417), а середній дохід на одну сім'ю — 138 432 долари (медіана — 135 020). Медіана доходів становила 94 254 долари для чоловіків та 68 634 долари для жінок. За межею бідності перебувало 3,4 % осіб, у тому числі 2,7 % дітей у віці до 18 років та 9,3 % осіб у віці 65 років та старших.
Цивільне працевлаштоване населення становило 4623 особи. Основні галузі зайнятості: освіта, охорона здоров'я та соціальна допомога — 27,2 %, науковці, спеціалісти, менеджери — 14,8 %, роздрібна торгівля — 9,5 %, виробництво — 9,3 %.